# Team Novo Nordisk
Team Novo Nordisk is een Amerikaanse wielerploeg met een Pro Tour licentie opgericht in 2004.

## Geschiedenis
Het team werd in 2004 opgericht en werd in 2008 een profteam. Het team geeft aandacht aan diabetes type 1 (suikerziekte). Alle renners (vanaf 2013) zoals Javier Mejías, Martijn Verschoor, Brian Kamstra alsook medeoprichters van het team Phil Southerland en Joe Eldridge hebben diabetes type 1. Hoofdsponsor van het team is vanaf 2013 het Deens pharmabedrijf Novo Nordisk. In 2015 kreeg de ploeg een wildcard voor een van de vijf monumenten namelijk Milaan-San Remo.

## Bekende (ex-)renners
- Rubens Bertogliati (2011-2012)
- László Bodrogi (2011-2012)
- Aleksandr Jefimkin (2011-2012)
- Vladimir Jefimkin (2011)
- Andrea Grendene (2011)
- Rik van IJzendoorn (2016-2018)
- Brian Kamstra (2015-2021)
- Olaf Kerkhof (2010-2011)
- Gerd de Keijzer (2015-2017) en (2020-heden)
- Valeriy Kobzarenko (2008-2011)
- Péter Kusztor (2019-heden)
- Vegard Stake Laengen (2012)
- Javier Mejías (2010-2017)
- Thomas Rabou (2010)
- Thomas Raeymaekers (2013-2015)
- Martijn Verschoor (2010-2017)

2008 · 2009 · 2010 · 2011 · 2012 · 2013 · 2014 · 2015 · 2016 · 2017 · 2018 · 2019· 2020· 2021 · 2022 · 2023 · 2024 · 2025
Burgos-Burpellet-BH · Caja Rural-Seguros RGA · Equipo Kern Pharma · Euskaltel-Euskadi · Israel-Premier Tech · Lotto · Q36.5 Pro Cycling Team · Solution Tech-Vini Fantini · Team Corratec-Vini Fantini · Team Flanders-Baloise · Team Novo Nordisk · Polti VisitMalta · TotalEnergies · Tudor Pro Cycling Team · Unibet Tietema Rockets · Uno-X Mobility · VF Group-Bardiani CSF-Faizanè · Wagner Bazin WB
Zie ook: UCI ProSeries · Continental Circuits
Ambrose · Benhamouda · Cherhal · Clancy · Cremers · De Mesmaeker · Dilley · Glasspool · Henttala · Kamstra · de Keijzer · Lefrançois · Lozano · Mejías · Peron · Planet · Verschoor · Williams · van IJzendoorn (stagiair) · Valognes (stagiair)
Benhamouda · Calabria · Cherhal · Clancy · Gioux · Henttala · van IJzendoorn · Kamstra · de Keijzer · Lozano · McClure · Mejías · Peron · Planet · Poli · Valognes · Verschoor · Williams · Brand (stagiair)
Benhamouda · Brand · Calabria · Clancy · Gioux · Henttala · van IJzendoorn · Kamstra · Lozano · McClure · Mini · Peron · Planet · Poli · Valognes · Williams
Beadle · Benhamouda · Brand · Ceurens · Clancy · Dauge · de Keijzer · Dunnewind · Henttala · Irvine · Kopecký · Kusztor · Lozano · Peron · Phippen · Planet · Poli · Ridolfo
Beadle · Brand · Ceurens (tot 24/5) · Clancy · Dauge · De Graeve (vanaf 7/6) · de Keijzer · Dunnewind · Henttala · Irvine · Kopecký · Kusztor · Lozano · Peron · Phippen · Planet · Poli · Ridolfo · Saidov
Beadle · Brand · Clancy · Dauge · De Graeve · de Keijzer · Dunnewind · Irvine · Kopecký · Kusztor · Lozano · Percrule · Peron · Perracchione · Phippen · Planet · Polga · Poli · Ridolfo · Smith